# إدوارد بارو فورست
إدوارد بارو فورست (بالإنجليزية: Edward Barrow Forrest) هو سياسي أسترالي، ولد في فبراير 1838 في ويندرمير في المملكة المتحدة، وتوفي في 30 مارس 1914 في بريزبان في أستراليا. انتخب عضو المجلس التشريعي ولاية كوينزلاند.